# 唯獨愛你
唯獨愛你（日语：ラヴズオンリーユー），是日本純種競賽馬匹，是日本2019年雌馬世代三強之一，生涯活躍於中長途賽事，亦於海外賽事大为活躍，曾於2019年勝出優駿牝馬（日本橡樹大賽），並於2021年勝出女皇盃、育馬者盃雌馬草地大賽及香港盃，是首匹勝出育馬者盃系列賽事的日本賽駒。

## 出賽前
2016年3月26日出生於北海道安平町北部牧場，於拍賣會上被公司Dmm.com以1億7280萬日圓購入後於其旗下的一口馬主俱樂部DMM Dream Club Co. Ltd.進行馬主募集。
其後交由栗東訓練中心練馬師矢作芳人訓練。

## 競賽生涯

### 2歲
2018年11月3日出戰京都競馬場2歲新馬戰，比賽初段因爲慢閘而處於約莫第四的中團位置追走，但通過最後彎道時候逐步佔先。進入直路後，前方第一人氣的Arden Forest開始加速，而唯獨愛你緊隨其後，最終於其表現優秀的反應下，成功於最後200米超越對手並輕鬆拉開1 1/4馬位的距離取得首勝。
11月25日出戰條件戰白菊賞，賽前獲得第一人氣。比賽開始後，其再次因爲慢閘而處於幾乎最後的位置，但其比賽途中逐步爬升，成功於第三彎道進佔中團位置。通過第四彎道時，其大幅度抽出外檔，於直路上迅速響應騎師岩田康誠的指揮加速，最終跑出全場最快末腳之下成功以1 3/4馬位優勢拋離後方賽駒取得連勝。

### 3歲
進入2019年，陣營原定安排其直走櫻花賞，然而於年初調整途中被發現有細菌感染症狀，從而導致後腳骨關節發炎，最終被確認需要3個月時間康復下避戰櫻花賞。
其後陣營重新制定計劃以優駿牝馬作爲目標，並於4月7日出戰勿忘草賞作爲熱身。比賽開始後，其再度漏閘之下更和其他賽駒有所碰撞，於比賽初段一度失去控制，所幸騎師杜滿萊安撫其令其重新冷靜。比賽途中，其展現優秀的步伐穩定地追走，於第三彎道開始發力迫近前方賽駒，最終於直線衝出之下以3馬位優秀奪冠。
其後按照計劃出戰優駿牝馬，其因目前無敗的表現而成功壓過櫻花賞季軍創世駒、百花盃冠軍反身舞步及上年度阪神兩歲牝馬錦標冠軍野田幻想取得第一人氣。比賽開始後，順利出閘的唯獨愛你於先頭位置推進，然而於進入對面直路時候被其他馬匹推開，因而墮後至中團靠後位置。進入直路後，前方一直處於前方以快步速推進的機伶金花仍然以保持領先，並於直路中段進入獨走狀態。然而此時唯獨愛你突然由後方殺上，不斷衝刺之下於最後100米超越機伶金花取得領先，後續繼續保持速度以防止對手反超，最終成功以頸位優秀及破紀錄的2分22.8秒贏得首個一級賽冠軍，亦爲馬主DMM Dream Club Co. Ltd.帶來首個一級賽優勝。
入秋後原定出戰秋華賞，但因右後腳出現炎症下選擇避戰，改爲直走11月的女皇伊利沙伯二世盃。比賽途中，雖然其一直以良好節奏保持以第二的位置，但未能追上領放的火星花下再被後方的旺紫丁超越，最終以第三吞下生涯首敗。

### 4歲
2020年年初陣營安排其遠征阿聯酋出戰杜拜司馬經典賽，並於3月19日到達當地作最後準備。然而由於受到新型冠狀病毒疫情影響，阿聯酋方面經協商過後決定取消所有杜拜世界盃賽馬日的比賽，因而其於3月30日返回日本。
回國後出戰維多利亞一哩賽，賽前落後以奪得第七冠爲目標的杏目及劍指連霸的樸素無華獲得第三人氣。比賽開始後，於第1檔發走的唯獨愛你選擇於中團位置貼欄推進，然而比賽始終處於被包圍的狀態，於直路無法突圍衝出之下以第七落敗。
6月出戰鳴尾紀念，比賽途中保持於先頭位置，然而於直路上落後於一同衝出的第十人氣伏兵守諾言，最終以鼻位差距憾負。
其後出戰府中牝馬錦標，但於直路上未能成功保持速度，最終以第五完賽。
11月15日出戰女皇伊利沙伯二世盃，比賽初段保持於中團位置，通過第四彎道時抽出外檔加速。進入直路後，縱然其轟出後600米33.8秒的恐怖末腳，但於終點線前的斜路稍爲力弱，最終未能壓贏旺紫丁及大海之女下第三完賽。
12月出戰有馬紀念，但於其中完全無法加速之下以第十大敗。

### 5歲
2021年以京都紀念作爲首戰，於第四彎道時由第四位置衝出，於直路上成功超越前方的廄侶愚者眼界，奪得暌違1年9個月的勝利。
其後陣營安排其遠征阿聯酋出戰杜拜司馬經典賽，比賽初段其以追趕前方創世駒的姿態展開推進，於第三彎道時逐步發力加速。進入直路後，成功衝出的唯獨愛你隨即和創世駒及萬勝飛展開纏鬥，但稍處於下風之下敗於對手獲得第三。
完成杜拜司馬經典賽事後並未返回日本，而是轉戰香港和謀勇兼備、耀滿瓶及神業一同出戰女皇盃，並由華將何澤堯策騎。比賽途中其一直處於第四的位置，直路上成功由外檔透出，超越謀勇兼備下奪得第二個一級賽冠軍。順帶一提，本次比賽頭馬爲唯獨愛你、二馬爲耀滿瓶、三馬爲謀勇兼備、四馬則爲神業，令日本賽駒獨佔了四重彩。
回國後其出戰札幌紀念作調整，比賽途中於中團位置穩定追走，然而於第三彎道時候受到Satono Cecil斜行的影響，節奏被破壞下未能最大程度加速追上純淨之輝，最終以第二完賽。
其後遠征美國出戰育馬者盃雌馬草地大賽，賽前僅落後花碗錦標冠軍好鬥女神及上年度一千堅尼錦標和葉森橡樹大賽冠軍心之所慕取得第三人氣。比賽開始後，其處於第四左右的位置展開推進，通過第三彎道時進佔第三的位置。進入直路後，其於中檔位置不斷加速，成功超越內檔的叻姐姐，後續保持速度下成功抵擋大外檔好鬥女神的追擊，率先衝線下奪冠，成爲首匹勝出育馬者盃系列賽事的日本賽駒。
贏得育馬者盃雌馬草地大賽後前往香港出戰香港盃作爲退役戰，比賽途中雖然一度被馬匹包圍，但進入直路後成功衝出並取得領先，其後成功保持衝刺抵擋由大外檔強襲的滂薄無比，以短頭位優秀奪得第四個一級賽冠軍，成爲首匹於一年內達成海外一級賽三勝的日本賽駒。
回國後按照計劃退役，並於2022年1月30日在東京競馬場舉行退役儀式。
年末，由於其屢屢在海外賽事創出佳績，其以251票當選最佳4歲及以上雌馬，但於日本馬王評選中則大敗於以3歲馬身份贏得秋季天皇賞及有馬紀念的樂透心。

### 詳細賽績
| 日期       | 舉辦國家/地區 | 馬場   | 距離   | 級別 | 賽事名稱             | 負重 | 騎師     | 馬號 | 出馬 | 名次 | 時間     | 頭馬（二馬）     |
| ---------- | ------------- | ------ | ------ | ---- | -------------------- | ---- | -------- | ---- | ---- | ---- | -------- | ---------------- |
| 3/11/2018  | 日本          | 京都   | 草1800 |      | 2歲新馬              | 54   | 李慕華   | 1    | 8    | 1    | 1:50.9   | （Arden Forest） |
| 25/11/2018 | 日本          | 京都   | 草1600 |      | 白菊賞               | 54   | 岩田康誠 | 7    | 9    | 1    | 1:33.6   | （花徑走走）     |
| 7/4/2019   | 日本          | 阪神   | 草2000 | L    | 勿忘草賞             | 54   | 杜滿萊   | 7    | 9    | 1    | 2:00.6   | （郵票餐廳）     |
| 19/5/2019  | 日本          | 東京   | 草2400 | GI   | 優駿牝馬             | 55   | 杜滿萊   | 13   | 18   | 1    | 2:22.8   | （機伶金花）     |
| 10/11/2019 | 日本          | 京都   | 草2200 | GI   | 女皇伊利沙伯二世盃   | 54   | 杜滿萊   | 11   | 18   | 3    | 2:14.3   | 旺紫丁           |
| 17/5/2020  | 日本          | 東京   | 草1600 | GI   | 維多利亞一哩賽       | 55   | 杜滿萊   | 1    | 16   | 7    | 1:31.8   | 杏目             |
| 6/6/2020   | 日本          | 阪神   | 草2000 | GIII | 鳴尾紀念             | 54   | 杜滿萊   | 7    | 16   | 2    | 2:00.1   | 守諾言           |
| 17/10/2020 | 日本          | 東京   | 草1800 | GII  | 府中牝馬錦標         | 55   | 杜滿萊   | 5    | 8    | 5    | 1:49.3   | 大海之女         |
| 15/11/2020 | 日本          | 阪神   | 草2200 | GI   | 女皇伊利沙伯二世盃   | 56   | 杜滿萊   | 11   | 18   | 3    | 2:10.4   | 旺紫丁           |
| 27/12/2020 | 日本          | 中山   | 草2500 | GI   | 有馬紀念             | 55   | 杜滿萊   | 4    | 16   | 10   | 2:35.9   | 創世駒           |
| 14/2/2021  | 日本          | 阪神   | 草2200 | GII  | 京都紀念             | 54   | 川田將雅 | 4    | 11   | 1    | 2:10.4   | （愚者眼界）     |
| 27/3/2021  | 阿聯酋        | 美丹   | 草2410 | GI   | 杜拜司馬經典賽       | 55   | 莫艾誠   | 10   | 10   | 3    | 紀錄缺失 | 萬勝飛           |
| 25/4/2021  | 香港          | 沙田   | 草2000 | GI   | 女皇盃               | 55.5 | 何澤堯   | 7    | 7    | 1    | 2:01.22  | （耀滿瓶）       |
| 22/8/2021  | 日本          | 札幌   | 草2000 | GII  | 札幌紀念             | 55   | 川田將雅 | 4    | 13   | 2    | 1:59.6   | 純淨之輝         |
| 6/11/2021  | 美國          | 德爾馬 | 草2200 | GI   | 育馬者盃雌馬草地大賽 | 56   | 川田將雅 | 8    | 12   | 1    | 2:13.87  | （叻姐姐）       |
| 12/12/2021 | 香港          | 沙田   | 草2000 | GI   | 香港盃               | 55.5 | 川田將雅 | 12   | 12   | 1    | 2:00.66  | （滂薄無比）     |

## 退役後
退役後，唯獨愛你成爲了繁殖雌馬，於北海道安平町北部牧場有休養，在2022年進行配種。首匹子嗣Loves Premium於2023年出生，可於2025年出戰。

### 詳細繁殖資料
| 數目   | 馬名          | 出生年 | 性別 | 父系     | 練馬師         | 馬主                  | 戰績       |
| ------ | ------------- | ------ | ---- | -------- | -------------- | --------------------- | ---------- |
| 第一匹 | Loves Premium | 2023   | 雄   | 神威啟示 | 栗東・矢作芳人 | DMM Dream Club Co Ltd | （出賽前） |
| 第二匹 | Odio Perdere  | 2024   | 雄   | 金之霸   | 栗東・矢作芳人 | DMM Dream Club Co Ltd | （出賽前） |

## 血統簡介
父系大震撼爲日本賽駒，爲日本賽馬史上第二匹無敗三冠馬，生涯出戰十四場賽事僅得兩場未能勝出，退役後配種成績亦極爲優秀。祖父週日寧靜是美國三冠賽雙冠馬，退役後在日本配種，在日本馬壇相當成功，贏得多項分級賽事，其子嗣贏得巨額獎金。
母系Loves Only Me爲美國馬匹，生涯無出賽紀錄。外祖父爲美國著名種馬雷貓，爲1990年代最具代表性的種馬之一。

### 血統表
| 父線：週日寧靜系（Halo系）            |                           |              |                 |
| 種馬 大震撼 2002年（棗色）            | 週日寧靜 1986年（棕色）   | Halo         | Hail to Reason  |
| 種馬 大震撼 2002年（棗色）            | 週日寧靜 1986年（棕色）   | Halo         | Cosmah          |
| 種馬 大震撼 2002年（棗色）            | 週日寧靜 1986年（棕色）   | Wishing Well | Understanding   |
| 種馬 大震撼 2002年（棗色）            | 週日寧靜 1986年（棕色）   | Wishing Well | Mountain Flower |
| 種馬 大震撼 2002年（棗色）            | 風中秀髮 1991年（棗色）   | Alzao        | 利法爾          |
| 種馬 大震撼 2002年（棗色）            | 風中秀髮 1991年（棗色）   | Alzao        | Lady Rebecca    |
| 種馬 大震撼 2002年（棗色）            | 風中秀髮 1991年（棗色）   | Burghclere   | Busted          |
| 種馬 大震撼 2002年（棗色）            | 風中秀髮 1991年（棗色）   | Burghclere   | Highclere       |
| 繁殖雌馬 Loves Only Me 2006年（棗色） | 雷貓 1983年（深棗色）     | 雷鳥         | 北地舞人        |
| 繁殖雌馬 Loves Only Me 2006年（棗色） | 雷貓 1983年（深棗色）     | 雷鳥         | South Ocean     |
| 繁殖雌馬 Loves Only Me 2006年（棗色） | 雷貓 1983年（深棗色）     | Terlingua    | 秘書處          |
| 繁殖雌馬 Loves Only Me 2006年（棗色） | 雷貓 1983年（深棗色）     | Terlingua    | Crimson Saint   |
| 繁殖雌馬 Loves Only Me 2006年（棗色） | Monevassia 1994年（棗色） | 淘金者       | Raise a Native  |
| 繁殖雌馬 Loves Only Me 2006年（棗色） | Monevassia 1994年（棗色） | 淘金者       | Gold Digger     |
| 繁殖雌馬 Loves Only Me 2006年（棗色） | Monevassia 1994年（棗色） | Miesque      | 雷利耶夫        |
| 繁殖雌馬 Loves Only Me 2006年（棗色） | Monevassia 1994年（棗色） | Miesque      | Pasadoble       |
| 雌系：Miesque系（號族：20）           |                           |              |                 |
| 五代內近親交配：北地舞人 5×4×5        |                           |              |                 |

## 命名由來
名字Loves Only You（ラヴズオンリーユー）意思是「只愛你一個」，繼承自母系Loves Only Me的名字，香港則翻譯为「唯獨愛你」。

## 外部連結
- 唯獨愛你 netkeiba.com （页面存档备份，存于）
- 血統表 （页面存档备份，存于）